# Gonia breviforceps
Gonia breviforceps är en tvåvingeart som beskrevs av Tothill 1924. Gonia breviforceps ingår i släktet Gonia och familjen parasitflugor. Inga underarter finns listade i Catalogue of Life.